# آکسینیت
آکسینیت (Axinite) کانی قرمز - قهوه‌ای، بنفش - قهوه‌ای که در گروه کانیهایی است که از کلسیم، آلومینیم، بور-سیلیکات تشکیل شده‌اند. آکسینیت دارای ویژگی‌های پیروالکتریسیته و پیزوالکتریسیته است. این کانی ترد است و دارای ساختار بلوری سه‌شیب می‌باشد و دارای لومینسانس اغلب بنفش است. در HF حل می‌شود و در برابر شعله ذوب می‌شود. آکسینیت، کمیاب است و می‌توان آن را در آلمان، فرانسه، سوئیس، روسیه، انگلیس و آمریکا جستجو کرد.
گروه آکسینیت عبارت است از:
- آکسینیت - (آهن) یا فرروآکسینیت: سرشار از آهن، به رنگ‌های بنفش ملایم، قهوه‌ای تا سیاه.
- آکسینیت - (منیزیم) یا منیزیوآکسینیت: سرشار از منیزیم، به رنگ‌های آبی کمرنگ تا خاکستری.
- آکسینیت - (منگنز) یا منگن‌آکسینیت: سرشار از منگنز، به رنگ‌های زرد تا نارنجی.
- تینزنیت، آهن - منگنز، حالت میانی، به رنگ زرد.

## نگارخانه

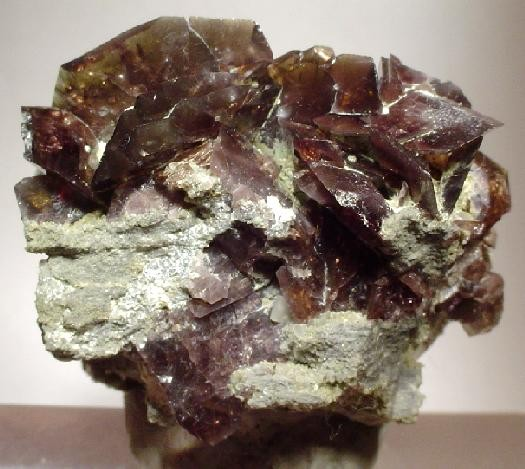
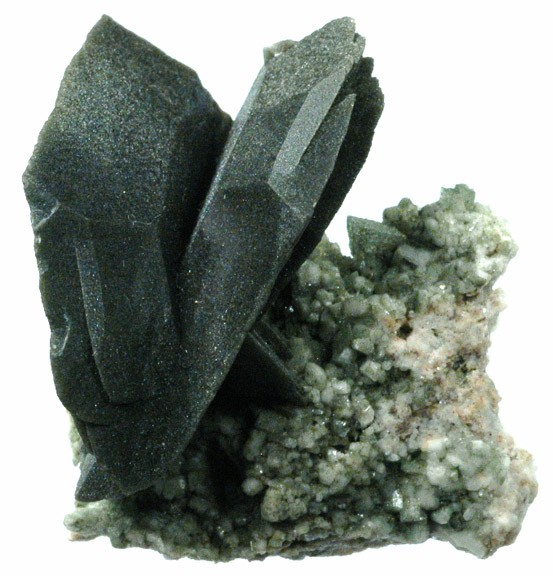
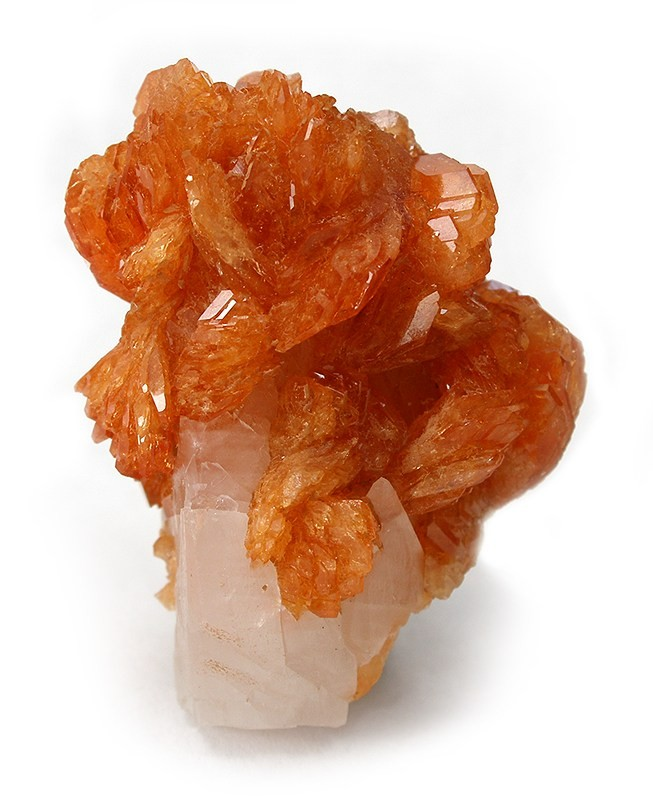
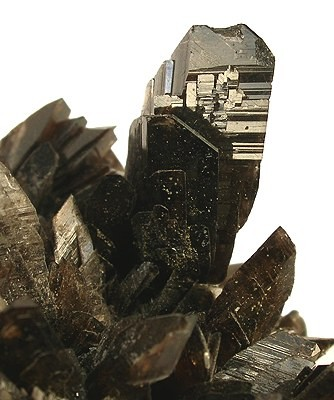